# Pachyneuron groenlandicum
Pachyneuron groenlandicum is een vliesvleugelig insect uit de familie Pteromalidae. De wetenschappelijke naam is voor het eerst geldig gepubliceerd in 1872 door Holmgren.